# Олт (Колорадо)
Олт (англ. Ault) — місто (англ. town) в США, в окрузі Велд штату Колорадо. Населення — 1887 осіб (2020).

## Географія
Олт розташований за координатами 40°35′0″ пн. ш. 104°44′2″ зх. д. / 40.58333° пн. ш. 104.73389° зх. д. (40.583454, -104.733962).  За даними Бюро перепису населення США в 2010 році місто мало площу 2,04 км², уся площа — суходіл. В 2017 році площа становила 2,87 км², уся площа — суходіл.

## Демографія
Згідно з переписом 2010 року, у місті мешкало 1519 осіб у 577 домогосподарствах у складі 385 родин. Густота населення становила 744 особи/км².  Було 615 помешкань (301/км²).
Расовий склад населення:
| - 87,6 % — білих - 1,2 % — корінних американців - 0,5 % — азіатів - 0,4 % — чорних або афроамериканців - 6,3 % — осіб інших рас |

До двох чи більше рас належало 4,0 %. Частка іспаномовних становила 30,0 % від усіх жителів.
За віковим діапазоном населення розподілялося таким чином: 28,6 % — особи молодші 18 років, 59,7 % — особи у віці 18—64 років, 11,7 % — особи у віці 65 років та старші. Медіана віку мешканця становила 35,3 року. На 100 осіб жіночої статі у місті припадало 96,0 чоловіків;  на 100 жінок у віці від 18 років та старших — 94,1 чоловіків також старших 18 років.
Середній дохід на одне домашнє господарство  становив 61 027 доларів США (медіана — 50 368), а середній дохід на одну сім'ю — 70 513 долари (медіана — 53 889). Медіана доходів становила 46 822 долари для чоловіків та 39 417 доларів для жінок. За межею бідності перебувало 15,3 % осіб, у тому числі 28,5 % дітей у віці до 18 років та 6,6 % осіб у віці 65 років та старших.
Цивільне працевлаштоване населення становило 765 осіб. Основні галузі зайнятості: освіта, охорона здоров'я та соціальна допомога — 19,0 %, будівництво — 16,2 %, роздрібна торгівля — 11,1 %, науковці, спеціалісти, менеджери — 8,5 %.